# Eoin MacNeill
Eoin MacNeill (geboren: John MacNeill) (Glenarm, 15 mei 1867 – Dublin, 15 oktober 1945) was een Iers politicus. Hij was zowel de eerste minister van Financiën als de eerste minister van Industrie in Ierland. Het ministerie van Industrie werd na zijn ambtstermijn wel terug opgeheven. In 1921 werd MacNeill Ceann Comhairle, de voorzitter van het Ierse lagerhuis. Dit bleef hij voor een periode van net iets meer dan een jaar. Bij de verkiezingen van 1927 verloor hij zijn plaats binnen de Dáil Éireann en stopte daarom met politiek. Hij overleed uiteindelijk op 78-jarige leeftijd.
- Biblioteca Nacional de España: XX1351566
- Bibliothèque nationale de France: cb10319747n (data)
- Gemeinsame Normdatei: 115379746
- International Standard Name Identifier: 0000 0001 0887 6590
- Library of Congress Control Number: n82129141
- Nationale Bibliotheek van Israël: 987007272686805171
- Nederlandse Thesaurus van Auteursnamen: 145238199
- SNAC: w6d92387
- Système universitaire de documentation: 085884790
- Trove: 1287015
- Virtual International Authority File: 36907614
- WorldCat: E39PBJbCV4W4QHH8RbVdGcm8G3